# بانک حبیب پلازا
بانک حبیب پلازا (به انگلیسی: Habib Bank Plaza) یک ساختمان در پاکستان است که در کراچی واقع شده‌است.